# Estádio Municipal de Baucau
O Estádio Municipal de Baucau é um estádio de futebol localizado na cidade de Baucau, capital do município de mesmo nome, em Timor-Leste.
O estádio é a casa dos clubes desportivo locais, como o Zebra F.C. e o Futebol Clube Nagardjo, que disputam a segunda divisão nacional (2025).
Em 2017, foi o palco do jogo de abertura do Campeonato Timorense de Futebol, sendo utilizado comumente para partidas do torneio.